# Willem Jan Frans Nuyens
Willem Johannes Franciscus (Willem Jan Frans) Nuyens (Avenhorn, 18 augustus 1823 – Westwoud, 8 december 1894) was een Nederlands historicus en arts. Hij kan gezien worden als de historicus die als eerste een katholieke beschouwing op de geschiedenis van Nederland heeft geleverd in een periode waarin er alleen calvinistische en liberale benaderingen van de vaderlandse geschiedenis gangbaar waren en meer aandacht gewekt voor het verleden van de provincies van Nederland buiten Holland. Met zijn schrijverschap beoogde Nuyens de volledige gelijkstelling van katholieke Nederlanders met andere Nederlanders te bereiken.

## Loopbaan
Na de dorpsschool in Grootebroek volgde Nuyens klassieke vooropleiding aan de Franse school in Enkhuizen. Van 1842 tot 1848 studeerde Nuyens medicijnen aan de Universiteit Utrecht en sloot die af als medicinae doctor cum laude. Daarop begon hij zijn artsenberoep uit te oefenen in Westwoud, terwijl hij zich in zijn vrije tijd aan de literatuur wijdde. Eerst experimenteerde Nuyens wat met poëzie (zo publiceerde hij in 1856 een gedichtenbundel genaamd De laatste Dochter der Hohenstaufen, die zich concentreerde op de middeleeuwen), maar later wijdde hij zich aan geschiedschrijving. In gesprekken met kapelaan Petrus Matthias Snickers werd Nuyens aangemoedigd om voor het katholicisme op te komen, wat leidde tot zijn eerste boek in 1856/7: Het Catholicisme met betrekking tot de beschaving van Europa; daarin schreef hij de geschiedenis van de invloed van het katholicisme op de cultuur en bevolking van Europese landen. Hij werd vervolgens keuringsarts voor de Pauselijke Zoeaven en schreef één groot werk in drie kleinere werkjes ter verdediging van de paus, wiens positie destijds werd ondermijnd. Naast zijn geschiedswerk heeft Nuyens nog artikelen geschreven, onder meer voor het door hem uitgegeven Katholieke Nederlandsche Brochuren-Vereeniging (1868–70) om de katholieken in het openbaar leven te organiseren en voor te lichten; daarna schreef hij voor het blad Onze Wachter (1871–1885), uitgeven door hemzelf met samenwerking van de bekende politicus Schaepman, met als doel de ontvoogding van katholieken te bevorderen. In politiek opzicht was hij te allen tijde een vurig katholiek; in het begin was Nuyens ook zeer liberaal, maar na 1866 sloot hij zich aan bij de conservatieven en anti-revolutionairen.

## Geschiedschrijving
Nuyens raakte betrokken bij, en zou uiteindelijk een hoofdrol spelen in, de discussie over het controversiële boek The Rise of the Dutch Republic (1856) van de Amerikaanse puriteinse historicus John Lothrop Motley, dat in Europa (met name in protestantse en nationalistische kringen) met veel enthousiasme werd onthaald en vertaald. In Nederland was het boek door Reinier Cornelis Bakhuizen van den Brink de hemel in geprezen en vertaald als De Opkomst van de Nederlandsche Republiek (1857); ook de anders zo wetenschappelijke Robert Fruin was aanvankelijk zeer positief. Er ontstond echter ook al gauw felle kritiek op de misleidende manier waarop Motley de feiten presenteerde (op een literaire in plaats van historisch-kritische manier), onder andere van vrijdenkend historicus Johannes van Vloten (1860), maar ook de Oostenrijkse protestantse professor Matthias Koch (1798–1877), die er een heel boek aan wijdde om Motley van repliek te dienen (Untersuchungen über die Empörung und den Abfall der Niederlande von Spanien, 1860). Dit boek van Koch werd door Nuyens in 1862 vertaald onder de naam: Onderzoek naar de oorzaken der Nederlandsche omwenteling in de XVIe eeuw: eene weerlegging der geschiedvoorstelling van John Lothrop Motley, in zijne "Opkomst van de Nederlandsche Republiek", uit het hoogduitsch overgezet door Dr. W. J. F. Nuyens. In de Voorrede vertelt Nuyens waarom hij Kochs boek wilde vertalen om Motley's boek te weerleggen en tegenwicht te bieden, zonder het echter volledig met Koch eens te zijn.
Als Nuyens' grootste werk wordt "Geschiedenis der nederlandsche Beroerten in de XVI. eeuw" (1865–1870) beschouwd. In dit acht delend werk beschreef Nuyens de geschiedenis van de revolutionaire oorlogen van de Nederlanden in de periode 1559-1598. Dat is dus de eerste periode van de Tachtigjarige Oorlog. In dit historisch werk laat de Nederlandse historicus goed zien wat de rechten van de katholieken in de Nederlandse Staat waren. Over de hertog van Alva wordt net iets anders geschreven dan in menig later geschiedenisboek. Ook richtte Nuyens zich op het katholieke volk door toegankelijke literatuur voor hen te schrijven. Het boek Vaderlandsche Geschiedenis voor de jeugd (1870) werd bijvoorbeeld veel gelezen. Hij verdedigde de rechten en privileges van de katholieken. Dit kan momenteel genoemd worden als een apologetische stijl. Door zijn geschiedwerk droeg Nuyens bij aan de vorming van een Nederlandse katholieke identiteit.